# Dao
För andra betydelser, se Dao (olika betydelser).

Tecknet för Dao/Tao

Dao eller Tao (kinesiska: 道; pinyin: dào; Wade-Giles: tao; uttal: [tɑ˥˩ʊ] dào (fil)) är inom den kinesiska filosofin ett centralt och basalt begrepp. Det kan ha flera olika betydelser som varierar från en filosofiskola till en annan. Konfucianerna har sin tolkning och daoisterna sin.

## Inom daoismen
Bokstavligt betyder dao "väg". Men det finns flera andra vidare förklaringar – "väg att följa", "metod", "doktrin" och så vidare. 
Historiskt sett har termen dao, inom daoismen, haft olika betydelser. Under Zhoudynastin kom det att betyda "det korrekta, eller naturliga, sättet något görs på". Men även att "visa vägen" och "guide" och så vidare. Men dao kan även vara något som är större än en filosofisk term; Kungar ansågs vara i besittning av dao, och även stater kunde ha dao om den var väl styrd. Från dessa något förvirrade förklaringar kom dao att betyda "sättet på vilket hela universum fungerar" (faktiskt eller som ett idealtillstånd). Det vill säga att dao är den bakomliggande ordningen eller lagen som gör så att universum fungerar såsom det gör – att det fungerar naturligt. Det var den odifferentierade första orsaken, eller som Daodejing uttrycker det: "Himlens och jordens början". På detta sättet kom dao att bli föremål för religiös dyrkan, eller vördnad, då det ju var den ultimata sanningen bakom, eller inuti, oss själva och allt vi upplever. Daoisterna gör en skarp åtskillnad mellan det som är ”av himlen” (naturligt) och det som är skapat av människan. Det senare anses som artificiellt och de anser att dao är icke-handling (wu wei), frånvaron av medveten mänsklig handling. 
Det finns olika dao, vägar: kungarnas och magikernas dao, det var en mäktig kraft som dessa mäktiga män brukade till att få världens tre sfärer (himlen, jorden och människan) att kommunicera med varandra; det kungliga dao, vilken existerade endast för att härskaren rituellt skulle återskapa den naturliga ordningen i det himmelska dao, eftersom det konstant var hotat av kaotiska krafter. Men ytterst sett finns det naturligtvis endast en dao.

### De
Här kommer begreppet De (eller te) in i bilden. De ansågs i de tidigaste litterära källor beteckna en energi inom en härskare som gjorde så att den kunde grunda, eller fortsätta en dynasti. Förutom sin funktion som psykisk kraft hade De även en moralisk aspekt. Den som hade De hade prestige, effektivitet och social status. Men för att få tillgång till, och stärka, sin De måste man ägna sig åt självförnekelse, generositet och så vidare. 
De anses vara själva daos lokalisation. Det är vad allt får då det blir till, och att bli till är att fungera i enlighet med daos alla krav. Icke-handling är dao och att finna dao är De. Därför existerar det ingen åtskillnad mellan de båda termerna. De verkar vara ett fragment av det gudomliga i det mänskliga psyket då det sägs att himlen skapade De i människorna. De är därför en liten del av himlen inuti individen. Senare kom himlen att bli synonymt med dao. 
Idén om dao fanns också inbäddad i tanken om Yin och Yang. Den ursprungliga betydelsen av Yin och Yang verkar referera till ett bergs skuggiga respektive solbelysta sluttningar. Men den symboliska betydelsen är att dessa två termer beskriver två aspekter av dao, i den bemärkelse att dao står för den naturliga ordningen. På detta sätt får dao en skuggig aspekt samt en belyst aspekt; en kall, passiv aspekt, respektive en varm och aktiv aspekt osv; slutligen, en feminin och en maskulin aspekt. 
Inom den daoistiska mysticismen har dao en viktig roll. Dao, som ansågs vara den ursprungliga och eviga entiteten, existerade före alla synliga ting, inklusive de så kallade Di, dvs den officiella religionens högsta gudomar, exempelvis Shang Di (det Högstas Herre) och Tian Di (Himlens Herre). Dao ansågs av mystikerna vara bakom sinnenas räckhåll och således omöjligt att förnimma. Men från denna "intighet" föddes den synliga världen och särskilda fenomen producerades. Dao ansågs vara formlöst, gränslöst och namnlöst, därför var dao inte ett namn för dessa mystiska herrar utan en praktisk referens. 
En av dessa herrar var den legendariske Lao Zi. Hans filosofiska system var grundat på två koncept: det om en evig princip utan några som helst attribut samt det om en högsta enhet. Men daoisternas dao tar på sig många aspekter, å ena sidan så är det transcendentalt, dvs gentemot fenomenvärlden där mångfald och förändring härskar, och å andra sidan så är det inneboende i allt eftersom det manifesterar sig själv i, och penetrerar, de varelser som det ger liv och ordning åt. 
Dao ger liv åt, och föder, alla varelser, och det står i Daodejing att dao är en feminin princip; världens moder. Här har uppenbarligen dao en De eftersom daos De är den närande sidan som beskyddar och för varelserna till mognad. Dao kallas även för ”dalens ande” och det ”mystiska feminina”. Att dao skulle vara feminint anses vara länkat till tomhet, symboliserande både frånvaron av förnimbara kvaliteter hos dao samt mystikerns, eller den vise mannens, mentala tomhet. 
Daoisterna fördömer all diskursiv kunskap eftersom de anser att den skapar mångfald i sinnet, och sinnet ska ju istället ägna sig åt att omfamna enheten dvs uppnå enhet med dao. Denna enhet bibehålls genom att mystikern bemästrar sina sinnen och sina passioner. Det finns en hel del metoder för att detta ska ske, bland annat så är den daoistiska alkemin vida känd. Men det har även utvecklats metoder som påminner om den indiska pranayaman, samt andra tekniker, meditationer och visualiseringsövningar. Sinnesorganen anses vara apparater genom vilka den vitala principen flyr om de inte kontrolleras. Passionerna och känslorna orsakas av försvagad vital och själslig kraft. Man rekommenderar även ett visst mått av självförnekelse, men det syftar snarare till att skapa ett harmoniskt bruk av sinnena, inte att förtrycka dem. Daoisten ska vara väldigt försiktig med inblandning i händelsers förlopp. Detta kallas wuwei och innefattar inte ett absolut icke-handlande utan att försätta sig i en attityd av respekt för händelsers, och andra tings, autonomitet. Genom detta icke-handlande gör daoisten inte något annat än att anpassa sig till dao, vilket själv alltid är utan handling, men ändå för fram allting. 
Det är nödvändigt att gå den andliga vägen för att uppleva dao. Detta görs inte utifrån en tro på att dao är en gudomlighet, men det är ändå ett objekt för religiösa känslor. Denna vägen har beskrivits inneha ett antal steg. De första innebär att man måste rena sig, och det måste ske eftersom dao i sig själv är beslöjad i vårt medvetande eftersom vår civilisations artificialiteter har smutsat ner vårt sinne. Lao Zi beskriver dock inga särskilda steg man måste ta utan nöjer sig med att rekommendera de nyfikna att helt enkelt leva på ett sådant sätt att de kommer att "omfamna enheten". Zhuang Zi beskriver däremot mer omfattande. Bland annat beskriver han i detalj de stadier som leder till union med dao och till extas. 
Det är genom att identifiera ens vitala rytm med de naturliga krafterna som man kan delta i universums oändlighet och fortbestånd. På detta sätt uppnår man ett överlägset liv, vilket inte längre är biologiskt; således lever man daos verkliga liv.